# Antoine Le Bel
 (juillet 2025).
Pour les articles homonymes, voir Le Bel.
Antoine Le Bel ou Lebel, né au hameau de Montrot à Arc-en-Barrois en 1705 et mort à Paris le 8 mars 1793, est un peintre, pastelliste et graveur français.

## Biographie
Elève de François Boucher avant de se spécialiser dans la peinture de paysages, il est agréé le 29 janvier 1746 puis reçu à l'Académie royale de peinture et de sculpture le 27 août de la même année, sur présentation d'un Soleil couchant ou Vue des environs de Dieppe (musée des beaux-arts de Caen). Il expose régulièrement au Salon à partir de 1747, jusqu'en 1769. Spécialisé dans les paysages, et en particulier les marines très influencées par l'art de Claude Lorrain, il pratique également le portrait, dont de rares exemples au pastel nous sont parvenus. Il expose également des natures mortes à partir de 1757 au Salon, et réalise plusieurs gravures à l'eau-forte.

## Œuvres dans les collections publiques
- Caen, musée des beaux-arts : 
  - Soleil couchant ou Vue des environs de Dieppe, 1746.
  - Pêcheurs près d'un lac, 1746.

## Élèves
- Jacques Dumont (1701-1781).